# 沙河 (渤海)

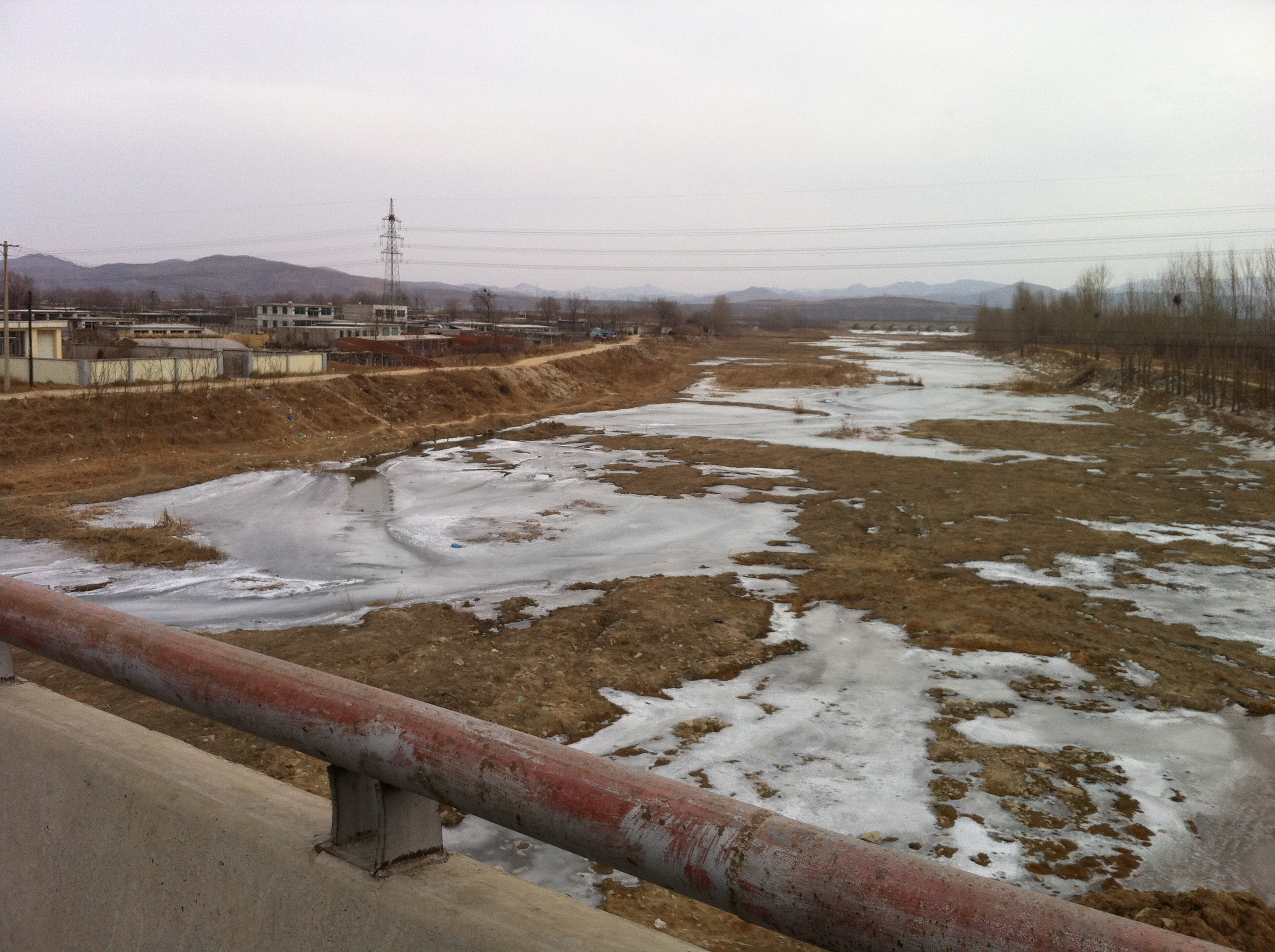
沙河芦屯镇以北河段

沙河，位于中华人民共和国辽宁省辽东半岛西部的一条河流，发源于盖州市双台镇四方台村东北的土岭子，西南流至破台子村转西北流，经双台镇、营口市鲅鱼圈区芦屯镇、望海街道等地，于望海街道小董屯村西北注入渤海辽东湾。河流全长29.5千米，流域面积201.38平方千米，年均径流量0.366亿立方米。